# Eunice alata
Eunice alata är en ringmaskart som beskrevs av Michiya Miura 1977. Eunice alata ingår i släktet Eunice och familjen Eunicidae. Inga underarter finns listade i Catalogue of Life.